# Bollnäs IS
Bollnäs IS är en ishockeyklubb i Bollnäs i Sverige. Klubben bildades 1939 som IK Warpen men bytte 1966 namn till Bollnäs IS, detta efter samanslagning mellan de tre föreningarna IK Warpen, Kilafors IF (ishockeysektion) och Arbrå IS. Hemmamatcherna spelas sedan slutet av 1970-talet i Bollnäs ishall. Kända spelare som spelat i Bollnäs IS är Kjell "Pipis" Larsson, Anders Eriksson, Jörgen Eriksson, Nicholas Edlund Albin Eriksson och målvakten Anders Bergman. Klubben spelade säsongen 2019/20 i Hockeytrean Gävleborg. Under NHL-Draften 2018 valdes Bollnäs-fostrade Albin Eriksson av Dallas Stars i den andra rundan som spelare nummer 44. Bollnäs har haft många talangfulla spelare i sina ungdomslag. A-laget spelade i Division I säsongerna 1975/1976 och 1976/1977, 1975/1976 slutade man på en åttonde plats, säsongen 1976/1977 slutade man på en tionde plats och blev därmed nedflyttad från Division I, som på den tiden var landets näst högsta serie. Bollnäs IS har sedan dess hållit till i lägre divisioner. Säsongen 22/23 spelade man Playoff till Division 2 men slogs ut av Gävle GIK.

## Kända spelare som spelat i Bollnäs IS
- Anders Eriksson
- Jörgen Eriksson
- Nicholas Edlund
- Albin Eriksson
- Anders Bergman